# Qarabaldır (Oğuz)
Qarabaldır è un comune dell'Azerbaigian situato nel distretto di Oğuz. Conta una popolazione di 502 abitanti.